# Janko Polić Kamov
Janko Polić Kamov, pseudonimo di Janko Mate Vinko Polić (Sussak, 17 novembre 1886 – Barcellona, 8 agosto 1910), è stato un poeta e scrittore croato.

## Biografia
Da ragazzino fondò una società segreta, a fini anche politici, e dopo essersi trasferito assieme alla famiglia a Zagabria iniziò a soffrire di problemi polmonari.
Viaggiò molto, da Venezia alla Francia e infine a Barcellona.
Il suo stile letterario ricevette influenze varie, da quelle di autori croati come Antun Gustav Matoš, a quelle straniere come Charles Baudelaire e ai futuristi italiani; ma principalmente la sua vita e le sue opere si caratterizzarono per uno spirito fortemente ribelle e anticonvenzionale.
La sua carriera letteraria durò solo cinque anni ma fu molto intensa: nel 1907 fece pubblicare due volumi di poesie, Psovke (Bestemmie) e Ištipana hartija (Carta stracciata); oltre che due delle sue opere drammatiche, intitolate Tragedija mozgova (Tragedia dei cervelli) e Na rodjenoj grudi (Sulla zolla natia).
Postumi uscirono un libro intitolato Caskanja (Chiacchiere, 1914) e una raccolta di Novele i eseji (Novelle e saggi, 1938).
Inoltre si rintracciarono manoscritti comprendenti opere teatrali, poesie e un grande romanzo.
Perennemente in contraddizione con il mondo e l'umanità, avendo problemi psicologici ma sensibilmente acuto da osservare il degrado della sua patria, Polić Kamov incarnò il ruolo di 'bestemmiatore' e di 'antiGiobbe', portando con sé il proposito di rifondare tutta la società.
Proprio per questo motivo scrisse degli antidrammi, delle antiliriche, un antiromanzo, sospinto dalla fede della ribellione.

## Opere

### Poesia
- Psovke (Bestemmie, 1907);
- Ištipana hartija (Carta straccia, 1907);

### Opere teatrali
- Iznakaženi (Sfigurato, 1904)
- Tragedija mozgova (Tragedia dei cervelli, 1908);
- Čovječanstvo (L'umanità, 1908);
- Na rodjenoj grudi (Sulla zolla natia, 1909);
- Mamino srce (Cuore di mamma, 1910).

### Racconti
- Knjiga lakrdija (Libro di sciocchezze, 1908);
- Caskanja (Chiacchiere, 1914);
- Novele i eseji (Novelle e saggi, 1938).

### Romanzi
- Isušena kaljuža (Una palude secca; 1906–1909, pubblicato nel 1957)